# Hensenanthula
Genre
Hensenanthula est un genre de cnidaires anthozoaires de la famille des Botrucnidiferidae.

## Liste des espèces
Selon World Register of Marine Species (9 janvier 2023) :
- Hensenanthula dactylifera Van Beneden, 1897
- Hensenanthula rotunda Leloup, 1964

## Systématique
Le nom valide complet (avec auteur) de ce taxon est Hensenanthula van Beneden, 1897.